# 1985 în informatică
- 1984 în informatică — 1985 în informatică — 1986 în informatică

1985 în informatică a însemnat o serie de evenimente noi notabile:

## Evenimente
- este creat modelul HC 85, ca model de laborator, de către Adrian Petrescu la Catedra de Calculatoare a Institutului Politehnic din București.

- noiembrie: apare Windows 1.0, prima versiune a sistemului de operare pentru Microsoft Windows

- Sony și Philips reglementează standardul CD-ROM

## Premiul Turing
- Richard Karp